# Герхард V фон Ринек
Герхард V фон Ринек (на немски: Gerhard V von Rieneck; † 7 юни 1381) е граф на Графство Ринек.
Той е големият син на граф Лудвиг VII фон Ринек († 1330) и съпругата му графиня Елизабет фон Хоенлое († 1344), дъщеря на граф Албрехт II фон Хоенлое-Уфенхайм-Шпекфелд († 1312). Внук е на граф Герхард IV фон Ринек († 1295) и съпругата му Аделхайд фон Хоенлое-Браунек († сл. 1326). Брат е на Готфрид († 1389), женен за Анна фон Фалкенщайн († ок. 1420).

## Фамилия
Герхард V се жени пр. 1337 г. за Имагина (Мена) фон Бикенбах († 24 март/10 април 1367), вдовица на граф Куно II фон Боланден-Фалкенщайн-Мюнценберг († 1333), дъщеря на Улрих I фон Бикенбах († 1339) и Елизабет фон Изенбург-Лимбург († 1312). Те имат две дъщери:
- Маргарета († 1384/1390), омъжена на 12 юли 1354 г. за роднината си граф Йохан I фон Вертхайм († 1407), син на граф Еберхард I фон Вертхайм († 1373)
- Елизабет († 30 април 1361), омъжена I. за Лутер фон Ринек († пр. 1358), II. пр. 22 юни 1358 г. за брат му граф Лудвиг XI фон Ринек († 1408), синове на граф Йохан фон Ринек († 1365)